# Phyllanthus pulcher
Phyllanthus pulcher är en emblikaväxtart som beskrevs av Nathaniel Wallich och Johannes Müller Argoviensis. Phyllanthus pulcher ingår i släktet Phyllanthus och familjen emblikaväxter. Inga underarter finns listade i Catalogue of Life.

## Bildgalleri

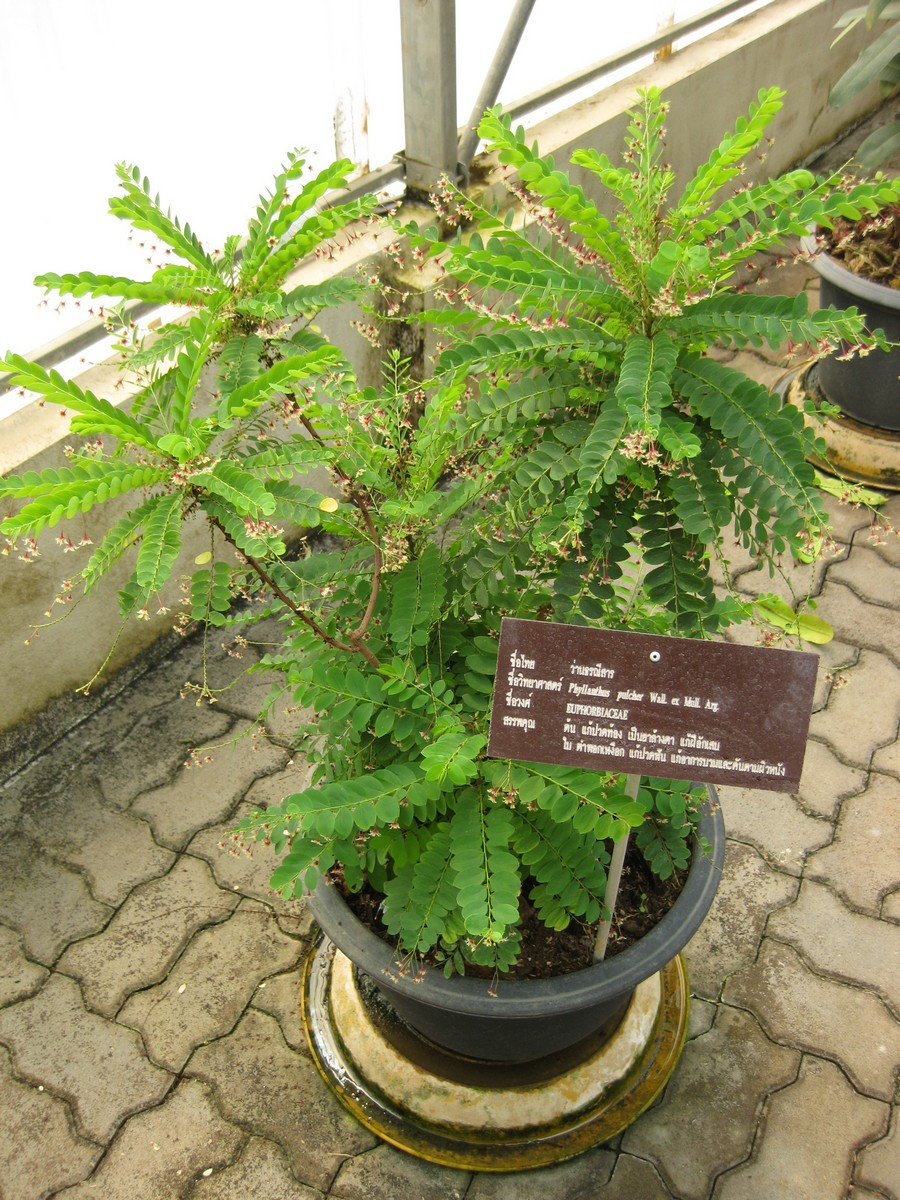
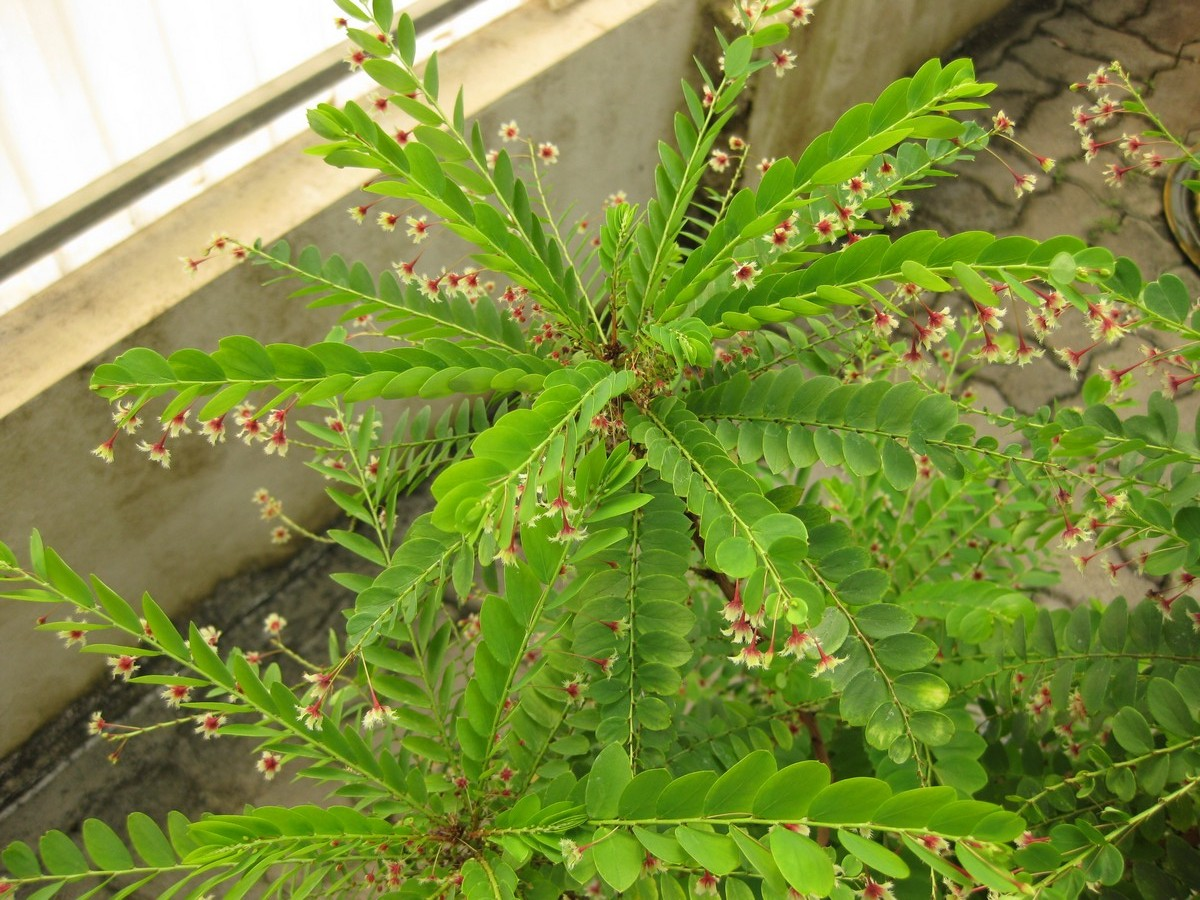
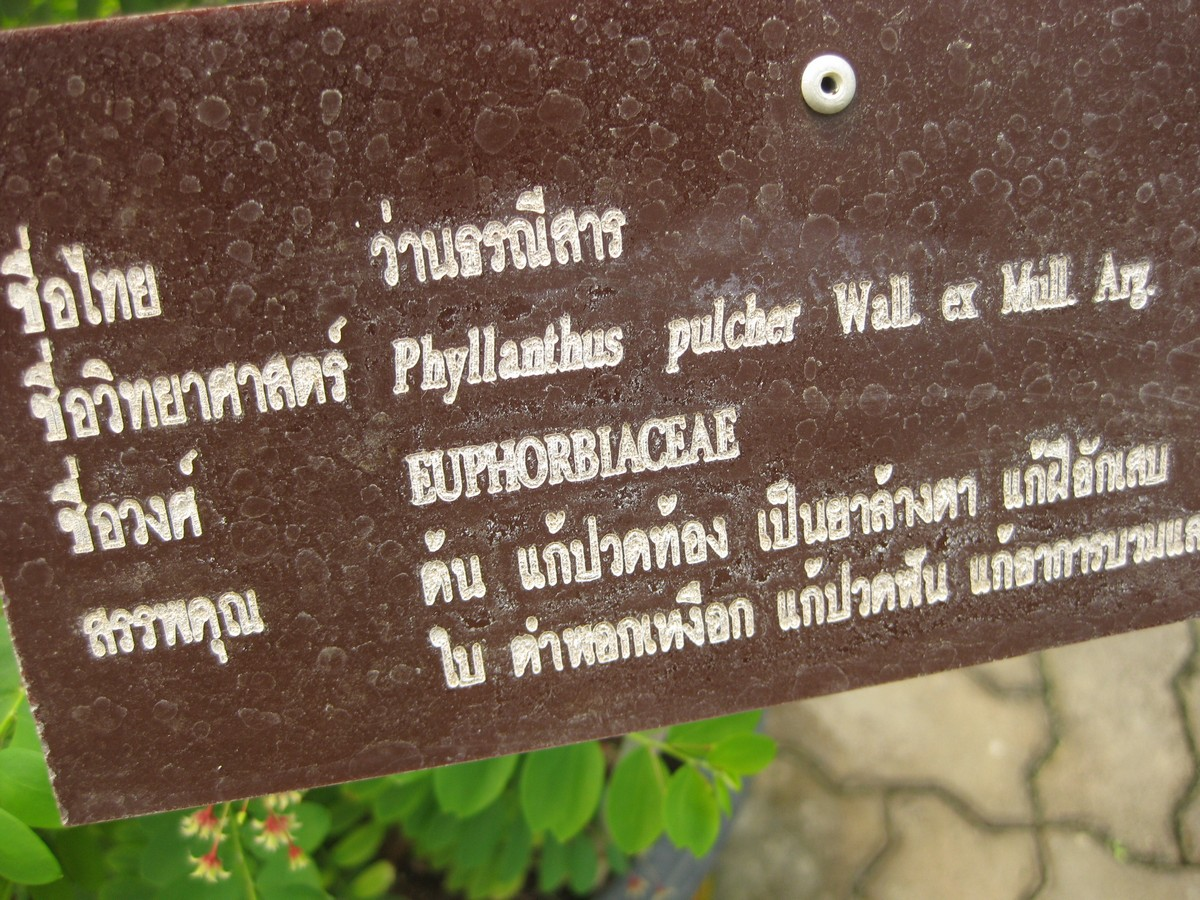